# Apamea kaszabi
Apamea kaszabi là một loài bướm đêm trong họ Noctuidae.